# Élève Libre - Lezioni private
Élève Libre - Lezioni private (Élève Libre) è un film del 2008 diretto da Joachim Lafosse.

## Trama
Jonas è un adolescente che è interessato più allo sport che pratica, il tennis, che alla scuola. Fallisce la qualificazione ai campionati nazionali ed entra in una crisi esistenziale, che verrà colmata dalla conoscenza di Pierre, trentenne insegnante che si offre per fargli da mentore. Abbandonata la scuola pubblica, seguirà il suo maestro e, col tempo, la loro relazione supererà il limite dell'insegnamento.

## Riconoscimenti
- 2011: Premio Magritte
  - Migliore attore a Jonathan Zaccaï
  - Migliore promessa femminile a Pauline Étienne
  - Candidatura a miglior regista per Joachim Lafosse
  - Candidatura a migliore sceneggiatura per Joachim Lafosse e François Pirot
  - Candidatura a migliore attore non protagonista a Yannick Renier
  - Candidatura a migliore attrice non protagonista a Claire Bodson
  - Candidatura a migliore promessa maschile a Jonas Bloquet